# 2001年以色列總理選舉
2001年以色列總理選舉舉辦於2001年2月6日。和時任以色列總理，利庫德集團人士阿里埃勒·沙龙競選以色列總理的是工黨人士埃胡德·巴拉克。沙龍以62.38%的得票率連任成功。這次選舉的投票率是62.3%，也是以色列國政選舉的最低紀錄，其原因是有阿拉伯裔以色列人杯葛這次選舉，以及事前民調顯示沙龍居於壓倒性優勢。選舉結果促成了一個大聯合政府的實現。

## 反应
- 马来西亚：担心阿里埃勒·沙龙胜利使以巴和平努力停滞不前[2]。

## 外部連結
- 2001 Election for Prime Minister （页面存档备份，存于） Knesset website